# リー・メトフォード
リー・メトフォード（Lee-Metford、別名マガジン・リー・メトフォード、略してMLM）は、1888年にイギリスで採用されたボルトアクションライフルである。

## 概要

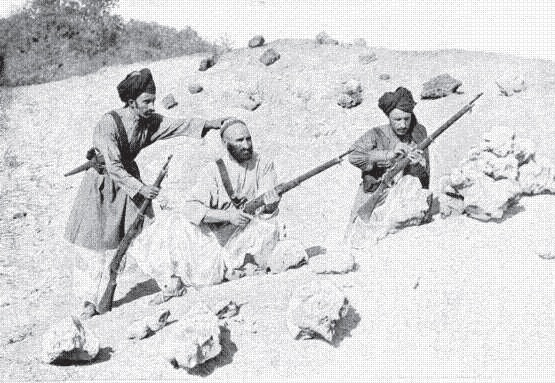
リー・メトフォードで武装したインドの独立派（1895年）

スコットランド系アメリカ人ジェームズ・パリス・リーの後部ロッキングボルト機構と、ウィリアム・エリス・メトフォードが設計した7条のライフリングの銃身と、10発入り弾倉とが結びついた小銃であった。9年間の、開発とトライアルの後に、1888年からマルティニ・ヘンリー銃を置き替えたが、1895年から同様のリー・エンフィールドに置き替えられるまでの短い間だけ軍に留まった。

## 設計
リーのボルトアクションメカニズムは、当時の他の設計を越えた、大いなる改良型だった。ボルト後部に取り付けられたラグ（突起）は、引き金よりもボルト操作ハンドルを、ライフル兵のずっと近くに配置した。
これは、ボルトハンドル操作のためにライフル兵の手をやむを得ず前方へ伸ばす必要があった、ラグがボルト前部に取り付けられた他の設計よりも、ボルトハンドル操作をずっと素早くした。また、ボルトの移動距離も実包の長さと同じだった。
そして、いくつかのフランス式とモーゼル式アクションの、90度のボルトの回転角度と比べて、リー式は60度にすぎなかった。
さらにリーは、ほとんどの連発銃で一般的に採用していた、管状弾倉と固定式箱型弾倉を置き換えるために、脱着可能な優れた箱型弾倉を導入した。そして、この弾倉は競争相手のマンリッヒャーデザインよりも大きい容量を提供した。
黒色火薬を充填した.303リムド実包を使用するリー・メトフォードはある種の時代錯誤であった。その当時の小口径ライフルのほとんどが無煙火薬を使用していた。そしてリー・メトフォードも無煙火薬実包の利用を意図されたが、リー・メトフォードが設計されたときにはまだ利用可能ではなかった。
リー・メトフォードはその運用中に数回の設計変更が行われた。主な変更点は、弾倉（8発の単列式から10発の複列式へ）、照準器、安全装置であった。
リー・メトフォードはリー・エンフィールドを支えながら1895年から段階的に廃止された。リー・エンフィールドは実際にはリー・メトフォードと同じ設計だったが、無煙火薬の使用に適合していた。
コルダイト装薬を装填した弾薬が使用された時、メトフォードパターンのライフリングは浅くて、急速な摩耗を被りやすかった。銃身は5,000発未満で使用不能になった。
変更点には、新しくて、より深いライフリングパターン（エンフィールドパターンと指定される）を含んでいた。そして照準器は無煙火薬によって可能になった平射弾道に適応した。

## マッドミニット
マッドミニットとは、ボルトアクションライフル（通常はリー・エンフィールドかリー・メトフォード）を使って、300ヤード離れた標的を狙って、1分以内に15発の弾丸を発射すると説明される訓練に、イギリスのライフル兵によって使われた第一次世界大戦前の用語であった。
第一次世界大戦の間、ライフル兵がこの過量な発射速度で射撃するのは、珍しいことではなかった。多くのライフル兵が平均で毎分25発の射撃ができたが、他のある者達は毎分40発もの射撃ができた。ドイツの突撃歩兵が機関銃の射撃によって退けられたと噂されたが、実際には、それは過度の発射速度の10人のライフル分隊であった。
今でも毎年、イギリスのライフル所有者のグループが、「マッドミニット競技会」のために集っている。

## 交換
リー・メトフォードの交換が達成されるには数年かかったので、1899年の第二次ボーア戦争の間、いくつかの部隊では未だ運用中であった。
長距離での精度が重要であった時に、リー・メトフォードを装備した部隊は、そして、リー・エンフィールドを装備した部隊でさえも、モーゼルを装備したボーア部隊に対しては不利であった。
工場では大した照準調整と品質管理を受けなかったため、400ヤード以上の距離においては悲惨なまでの命中精度の低さを露呈させた。
きちんと修正が成されれば、モーゼル系小銃と同等の精度を持つようになり、他のほとんどの属性においてはモーゼルより優れていた。にも拘らず英国人は全く新しいライフルを欲した。
「Pattern 1913 エンフィールド」、それは改修されたモーゼルの設計に基づいていた。しかしその開発は、第一次世界大戦と、もう半世紀使われることになる著しく融通の利くリー・エンフィールドによって、打ち切られた。
イギリス軍では、リー・メトフォードもまた、後のライフルのパターン（例えば、チャージャーローディングとショートライフル、SMLEパターンへと）の規格にアップグレードされた。もっとも、ほとんどいつもエンフィールドパターンのライフリングを持つ銃身に切り換えられたのであるが。 
本質的にエンフィールドパターンのライフリングより正確であると考えられていたので、第一次世界大戦の勃発まで、リー・メトフォードは商業的に生産されて、民間の標的射撃手によって使用された。
このような状況において、銃身とボルトヘッドは、所有者が望むだけ頻繁に取り替えることができたか、または供給されることができた。
リー・メトフォードは未だにアソール・ハイランダーズで儀式用に使われている。

## チャールトン自動小銃

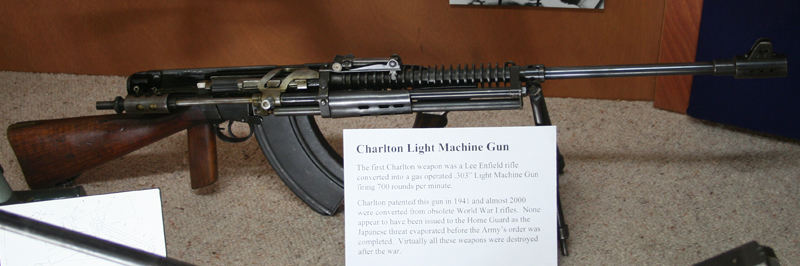
チャールトン自動小銃

少数のリー・メトフォードが、イギリスのHowellや、南アフリカのReiderや、最も知られた物としては、当時慢性的に不足していたブレン軽機関銃とルイス軽機関銃の代用品として、1941年にニュージーランド人のフィリップ・チャールトンによって設計された、チャールトン自動小銃（Charlton Automatic Rifle）のような、実験的な半自動装填機構を組み込んだ自動小銃へと、改造されたか、または新規に製造された。
第二次世界大戦の間、ニュージーランド陸軍の大部分が北アフリカに配置された。日本が1941年に参戦した時、もし日本がオーストラリア侵攻を選ぶなら、ニュージーランドは自国に、地方の防衛に必要な軽機関銃が不足していることに気付いた。
そこでニュージーランド政府はリー・メトフォードの為の自動装填化改造型の開発に資金を供給した。結果としてニュージーランドでは1942年から、時代遅れのリー・エンフィールドをベースにしたチャールトン自動小銃が、郷土防衛隊（Home Guard）に支給された。
オーストラリアのエレクトロラックス社によって、リスゴーSMLE Mk.III*ライフルを使用する少数を含む、1,500挺以上の改造型が製造された。
このチャールトン自動小銃は10発入り弾倉またはブレン軽機関銃用の30発入り弾倉を用いて給弾し､普段は半自動小銃として使い､緊急時のみ自動小銃として使う事を前提として作られていた｡
チャールトン自動小銃には外観が著しく異なる2つのデザインがあったが、同じ操作メカニズムを共有していた。ニュージーランド製のチャールトンはフォアグリップと二脚が付いていたが、オーストラリア製のチャールトンには付いていなかった。
ニュージーランドでは約1,500丁が生産されたが、戦後直ぐに殆どがパーマストン北武器庫の失火により失われた。しかし、少数が博物館と個人のコレクションとして生き残っている。

## 運用国
- イギリス
- インド[1]
- パラグアイ - チャコ戦争時に使用[2]。